# Бернард Беккет
Бернард Беккет (англ. Bernard Beckett; нар. 13 жовтня 1967) — новозеландський письменник, який пише твори для дітей та підлітків. В даний час працює вчителем у середній школі Хатт-Веллі (англ. Hutt Valley High School) в місті Ловер Хатт (англ. Lower Hutt), Веллінгтон.

## Біографія
Народився в 1967 році, живе в Веллінгтоні. Отримав у вузі економічну освіту. Працював вчителем математики та англійської мови в декількох школах округу Веллінгтон, а також вів заняття з драматичного мистецтва. В даний час працює вчителем у середній школі Хатт-Веллі в місті Ловер Хатт (Lower Hutt, округ Веллінгтон). Одружений з Клер Найтон, співавторкою одного з його романів. Більшість книг Беккета написані для дітей і підлітків.
У 2006 році Беккет за програмою Королівського наукового товариства проводив дослідження мутацій ДНК. Результатом цієї роботи став науково-фантастичний роман «Генезис-2075».

## Твори
- «Lester» (роман, 1999 р.). Розповідь про повернення волоцюги Летсера на батьківщину — в новозеландське містечко. Книга реалістично показувала життя міста і розповідала про типові підліткові проблеми. Вона отримала позитивні відгуки в новозеландській пресі.
- «Red Cliff» (роман, 2000 р.) . Головний герой — підліток Семюел, який намагається «накачати м'язи», щоб справити враження на найкрасивішу дівчинку в школі, але раптово все пішло не зовсім так, як він планував.
- «Jolt» (психологічний трилер, 2002), який став фіналістом New Zealand Post Childrens Book Award-2002 в категорії «книги для старшого шкільного віку» (Senior Fiction).
- «No Alarms» (роман, 2002 р.) — історія «важкого підлітка» Шерон, яка живе разом з матір'ю і братом. У школі в неї суцільні неприємності, домашнє життя вона ненавидить, а у всіх своїх невдачах звинувачує «систему». Більшості новозеландських рецензентів сподобалася ця книга, що розповідає історію «класичного підлітка в класичній ситуації».
- «3 Plays: Puck, Plan 10 from Outer Space, The End of the World As We Know It» (збірка з трьох п'єс, 2003 р.) — «новий погляд на те, як це — бути підлітком».
- «Home Boys» (2003 р.) — історія двох повоєнних лондонських хлопчаків, які опинилися далеко від дому і які шукають своє місце в житті.
- «Malcolm and Juliet» (гумористичний роман, 2004 р.), що розповідає про розумного шестнадцатилетку Малкольма, який вирішив зайнятися науковим дослідженням сексу. Роман був нагороджений New Zealand Post Book Award for Children and Young Adults-2005 и The Esther Glen Award-2005 (LIANZA Childrens Book Award).
- «Deep Fried» (роман, 2005 р.). Роман написаний разом з дружиною Клер Найтон. Цей роман — «соціальна сатира з елементами трилера». Книга була висунута на New Zealand Post Book Award for Children and Young Adults-2006.
- «Genesis — 75» («Генезис-2075») (науково-фантастичний роман, 2006 р.), який отримав New Zealand Post Book Award for Children and Young Adults-2007 у категорії книжок для підлітків. Потім книга була надрукована в Австралії та Великій Британії. До теперішнього часу права на видання роману продані в більш двох десятків країн.
- «Falling for Science: Asking the Big Questions» (роман, 2007 р.). Книга присвячена дослідженню зв'язків між літературою і наукою.
- «Acid Song» (роман, 2008 р.). Роман, «присвячений зв'язку етики і науки».

## Екранізації
- Limbo (film, 2008)[1]
- Loaded (film, 2009)

## Премії та нагороди
- 2005: Esther Glen Award at the LIANZA Children's Book Awards за роман «Malcolm and Juliet»
- 2005: Переможець New Zealand Post Book Awards for Children and Young Adults в категорії книг для підлітків за роман «Malcolm and Juliet»
- 2007: Переможець New Zealand Post Book Awards for Children and Young Adults в категорії книг для підлітків за роман «Генезис-2075»